# Popis najpoznatijih NLO susreta
Pregled najpoznatijih NLO susreta koji se često eksploatiraju u raznim TV serijama i filmovima.

## 19. stoljeće
- 1800.: 29. ožujka, Prediger Fritch iz Quedlinburga uočava malu točkicu kako prelazi preko sunca u 6 sati

- 1802.: 27. veljače, Prediger Fritch iz Quedlinburga uočava malu točkicu kako prelazi preko Sunca u sjeverozapadnom smjeru i ubrzava

- 1839.: 2. rujna Cupper vidi pomicanje NLO-a ispred sunca

- 1849.: 12. ožujka, Sidebotham vidi pomicanje točkice ispred Sunca

- 1859. i 1862.: također viđenja objekata ispred Sunca od Lescarbaulta Lummisa

- 1897.: travanj, legenda da se u gradiću Aurora, Teksas srušio nepoznati leteći objekt u kojem su mještani pronašli mrtvo tijelo i pokopali ga uz sprovod

## 20. stoljeće
1913.:
- viđenja poznatih Brown Mountain svjetala na nebu u SAD-u, koja su se pojavljivala i kasnijih godina

1942.:
- 24. i 25. veljače, NLO-i iznad Los Angelesa, poznato kao "Bitka za Los Angeles". Vojska izlazi na ulice, nastaje panika.

1944.:
- foo fighteri, šarene sfere uočene od vojnih aviona diljem svijeta

1946. i poslije:
- Fantomske rakete, objekti s karakteristikama navodećih raketa uočavane iznad cijele Skandinavije- Švedsko ministarstvo obrane zabrinuto

1947.:
- 23. lipnja, incident na otoku Maury SAD, kada su NLOi napali Harolda Dahla koji je sakupljao panjeve. Dahl, njegov sin i pas s bili u čamcu kada je naišlo 6 NLOa ispustilo nekakvu svjetlosnu zraku koja je ubila psa i ranila sina. Idućeg jutra Dahlu je na vrata došao "čovjek u crnom" koji mu je zaprijetio da ne priča o tome

- 24. lipnja, Kenneth Arnold uočava NLOe i nastaje izraz "leteći tanjuri"

- 4. srpnja, incident u Roswellu, NLO srušen na ranču kod Roswella, vojska objavljuje da je u pitanju samo meteorološki balon

1948.:
- tzv. zelene lopte prijavljene iznad nekoliko baza američke vojske; slijedi ju službena istraga

- 7. siječnja - pilot Captain Thomas F. Mantell pogiba dok slijedi NLO

- incident u Kapustin Yaru gdje je navodno oboren NLO u obliku cigare od strane ruskog MiG-a

1949.:
- 20. kolovoza - astronom Tombaugh (otkrio Pluton) izjavljuje de je vidio 6 do 8 trokutastih oblika, kod Las Crucesa, New Mexico, govoreći da ne vjeruje da su zemaljskog podrijetla; nakon toga on viđa još mnogo toga kao i "zelene lopte"

1950.:
- 15. kolovoza, Nick Mariana menađer baseball lige i njegova sekretarica su provjeravali igralište kada su se pojavila leteća svijetla na nebu koja su uspjeli snimiti kamerom

1952.:
- 24. srpnja - iznad Carson Sinka u Nevadi (SAD) dva pilota John L. McGinn i John R. Barton s dičnim vojnim karijerama su bili svjedoci NLO-a dok su upravljali bombarderom B-52. Piloti su vidjeli tri sjajne letjelice za koje su prvo pomislili da su F-86 borbeni lovci, ali onda su shvatili da se nalaze previsoko (3300 m) i letjeli su u savršenoj "V" formaciji što je vrlo netipično za vojne zrakoplove. Letjelice su nakon nekog vremena odjurile ogromnom brzinom, a kada su piloti poslije sletjeli saznali su da na nebu nisu letjeli nikakvi civilni ili vojni avioni, slučaj je otišao u poznatu "Plavu knjigu"

- od 12. do 29. srpnja - "Washingtonski NLO incident", brojni kontakti s NLO letjelicama od strane svjedoka i radara u Washingtonu DC. Rezultiralo stvaranjem "Robertson Panel" protokola od CIA u kojem sve NLO svjedoke treba izvrgnuti ruglu i diskreditirati NLO grupe

1953.:
- Američki vojni pilot Felix Moncla nestaje dok lovi NLO

1954.:
- na stotine viđenja NLO-a u Francuskoj, poznato kao "French flap"

- prijavljeni nepoznati sateliti u orbiti, upleten i astronom Clyde Tombaugh (otkrio Pluton)

1955.:
- Kelly-Hopkinsville susret, grupa nepoznatih bića izašla iz šume i maltretirala obitelj u jednoj kući. Nije bilo krvi već samo isprepadanih ljudi

1957.:
- brojni automobili gubili brzinu i zaustavljali se zbog velikih NLOa u Levellandu, Texasu i New Mexicu, poznati kao "1957 flap"

1959.:
- 2. veljače - devetero planinara pogiba pod tajnovitim okolnostima u blizini planine Holat Sjahl (mansijski naziv, u prijevodu Mrtva Planina), na području sjevernog Urala. Na odjeći žrtava su pronađene značajne količine zračenja. Zbog neobičnog uzroka smrti planinara, te viđenja vatrenih kugli u obližnjem mjestu(Ivdelj), neki istražitelji sumnjaju u upletenost izvanzemaljaca. Događaj je poznat pod nazivom Incident kod prolaza Djatlova(Dyatlov Pass Incident)

1961.:
- 16. rujna - bračni par Betty i Barney Hill tvrdili da su ih bili oteli izvanzemaljci, prvi takav slučaj u javnosti

1964.:
- 24. travnja, policajac Lonnie Zamora tvrdio da je imao bliske kontakte s vanzemaljcima. Dok je bio u potjeri za nekim motorom oko 17h i 45 min začuo je neku eksploziju u blizini te je odmah otišao u obližnji napušteni spremnik dinamita u pustinji. Tamo je vidio nešto što je izgledalo kao auto okrenut naopako i dvije bijele osobe oko njega. Kada su ga primijetila bića su pobjegla u vozilo i poletjela, začulo se tutnjanje i Lonnie se bacio u stranu jer je mislio da će eksplodirati. Letjelice je odletjela iza horizonta

1965.:
- 9. prosinca - Kecksburg incident, Kecksburg, Pennsylvania, SAD tisuće ljudi gleda veliku sjajnu goreću loptu u barem šest država i Ontariu, Kanadi. Padala je preko Detroita, Michigan/Windsor, Kanada područja, prijave o palim metalnim ostacima preko Michigena i sjevernog Ohia i uzrokovanje soničnih eksplozija u zapadnoj Pennsylvaniji. Generalno mišljenje je da je u pitanju Meteor. Unatoč tome nekih svjedoci u malom selu Kecksburgu, tvrde da se nešto srušilo u šumu. Neki su vidjeli plavi plamen iz šume i javili policiji. Drugi su vidjeli letjelicu oblika klipa kukuruza, no vojska je tvrdila da je pretražila šumu i ništa nije našla.

- astronaut Frank Borman fotografira NLO koji je pratio let Geminija 7

1967.:
- 19. ožujka - Stephen Michalak tvrdi da je susreo NLO koji ga je opržio svojim motorima. Nakon toga bio je bolestan nekoliko mjeseci, no svaki doktor koji ga je pregledao je rekao da nije mentalno bolestan

- 4. listopada - Shag Harbor incident, u noći oko 23h 20min javljeno je u medijima da se NLO srušio u vode blizu Shag Harbor, Nova Scotia (istočna obala Kanade). Barem jedanaest ljudi je vidjelo kako niskoleteći objekt ide prema luci. Brojni svjedoci prijavili eksplozije i zvukove rušenja. Nakon što se srušio objekt je svijetlio i ljudi su odmah poslali ribarske brodove da spase ljude, no letjelica je potonula, a na mjestu gdje je potonula bila je masna, žuta pjena i sumporasti miris. Nakon dva dana marinci ronioci pretražuju dno, no nije bilo službene izjave da je išta nađeno

1969.:
- Jimmy Carter, predsjednik SAD-a vidi NLO na nebu

1969.:
- Neil Armstrong, astronaut, prijavljuje da je vidio dva NLO-a kada je Apollo 11 sletio na Mjesec

1971.:
- Delphos, Teksas NLO ostavlja znak na tlu u obliku svjetlećeg prstena

1973.:
- Pascagoula otmica- 11. listopada Charles Hickson (42) i Calvin Parker (19) pecaju na rijeci kada nailazi NLO i tri bića ih unose u letjelicu gdje su bili paralizirani 20 minuta dok ih je mehaničko oko skeniralo

1974.:
- Berwyn Mountain incident- oko 20h 30min, 23. siječnja viđen veliki disk na nebu iznad Clwyda u Walesu (VB). Mnogi svjedoci pozvali policiju, dolazi vojska i zatvara područje

1975.:
- 5. studenog - otmica Travisa Waltona, Travis Walton nestaje na nekoliko dana; vraća se s pričom da su ga oteli vanzemaljci, piše knjigu o tome koja se adaptira u film

1976.:
- U noći s 18. na 19. rujna zbio se Teheranski NLO incident kojem je prisustvovalo više očevidaca, ujedno vojnih dužnosnika i civila. Iznenada se pojavila blještava svjetlosna kugla iznad Teherana, koju su zabilježili i radari i koja je ometala rad instrumenata na vojnim zrakoplovima.

1977.:
- Colares flap, NLO napada stanovnike Brazilskog otoka, sisajući im krv svjetlosnim zrakama- 35 ozljeđenih, otok evakuiran

1978.:
- Valentichov nesanak, australski pilot prijavljuje NLO neposredno prije nego što je zauvijek nestao

1979.:
- Marshall County incident, šerif prijavljuje čudno sjajno svjetlo koje se sudarilo s njegovim vozilom

1980.:
- između 24. i 27. prosinca - Incident u Rendleshamskoj šumi - najpoznatiji Britanski NLO incident. Nick Pope, britanski agent i visoki vojni dužnosnik je izjavio da je taj incident veći od onog u Roswellu, uglavnom oko Božića NLO slijeće u šume Suffolka što stvara velike pomutnje, kao panika ljudi, stampeda krava...

- 29. prosinca - Cash-Landrum Incident, oko 21 sat troje ljudi se vozilo u autu bluzu Huffmana, Teksas. Kada se od nikud pojavila letjelica oblika dijamanta i sletjela ispred automobila. Trio se zaustavio obilazio letjelicu koja je ispuštala plamenove. Nakon 15 minuta letjelica polijeće i pojavljuju se helikopteri koji ju okružuju. Letjelica odlazi.

1982.:
- Baikonur Cosmodrome prepad, lansirno mjesto privremeno zatvoreno zbog prepada i sabotaže od strane NLO-a u lipnju

1985.:
- Tbilisi-viđenje, putnici i piloti sovjetskog putničkog aviona gledaju u čudno svjetlo tijekom leta iz Tibilisija u Tallinn, siječanj

1986.:
- 29. siječnja - Height 611 UFO Incident, NLO se srušio u Dalnegorsku, SSSR, na brdu. Tri dana kasnije dolazi grupa ufologa na to mjesto koje je spaljeno i jedino pronalaze komad filma, kojeg daju razviti no na njemu nema ništa

- 16. studenoga - grupa NLO-a prati 50 minuta putnički avion "Japan Air Linesa" let 1628

- 17. studenoga - Anchorage, Aljaska japanski pilot So Terauchi koji je pilotirao Jumbo Jetom na visini od 10,600 metara doživljava susret s neobičnim letjelicom koja je osvijetlila njegovu kabinu i izvodila nevjerojatne manevre u zraku. To je trajalo oko sedam minuta, kada je otišla; da bi se nakon 5 minuta pojavila letjelica nekoliko desetina puta veća od Jumbo Jeta koji je 70 metara dugačak, obasjana plavom svjetlošću. Kontrolni toranj u Anchorageu nije ništa zamječivao, a letjelica je nakon par minuta nestala i avion je sretno sletio. eng  Arhivirana inačica izvorne stranice od 1. siječnja 2007. (Wayback Machine)

1990.:
- Belgijski NLO val, započeo u studenom 1989. i trajao sve do travnja 1990. godine, nekoliko masovnih viđenja crnih trokutastih NLO-a u Belgiji, belgijsko ratno zrakoplovstvo ima radarske susrete i objavljuje snimke

- 7. studenog - Montréal, Québec, Kanada NLO, preko 40 ljudi uključujući policiju gleda preko 3 sata u NLO iznad hotela u Montréalu

1994.:
- 16. rujna, učitelji i više osoblje škole Ariel u Ruwi, Zimbabve je bilo iznenađeno kada su učenici stari od 5 do 12 godina došli prijaviti da se leteći tanjur spustio na školsko igralište. Znano kao Bliski susreti treće vrste u Africi

1996.:
- Varginha NLO incident, poznati brazilski incident kada se srušio NLO u Minas Gerais, Brazil. Višestruka viđenja čudnih bića za koje su neke djevojčice mislile da je vrag u pitanju. Bića viđena i na dječjoj rođendanskoj zabavi, što je navodno inspiriralo redatelja Shiamalana za scenu u filmu "Signs"

1997.:
- Mexico City snimka NLO-a.

- 13. ožujka - Svjetla iznad Phoenixa, NLO incident, koji se dogodio u gradu Phoenixu, Arizona, višestruke sporo pomičući svjetlosne formacije iznad metroa u Phoenixu i prelet crnog trokutastog NLO-a

## 21. stoljeće
2001.:
- 11. rujna, navodno snimljen NLO za vrijeme napada na WTC

- 29. rujna - jedan mađarski vojni pilot je snimio odličan snimak NLO-a iz svog aviona u sred bijela dana iznad Budimpešte, Mađarska.

2004.:
- 5. ožujka - Meksička zračna ophodnja snimila s infracrvenom kamerom svijetla- NLO-e

2005.:
- 27. travnja - Bijela kuća evakuirana kada NLO ulazi u zabranjenu zračnu zonu i nestaje. Objašnjeno kao: "Oblak ili nekoliko ptica"

- NLO-i prijavljeni i snimljeni u Kaufmanu, Teksas

- Rockaway Beach, Queens NLO je uočen iznad vode blizu nečeg što je izgledalo kao nosač aviona. Nestalo je brzo kako se i pojavilo

- Woodside, Queens Pet letećih tanjura se pojavilo iznad Woodsidea, Queens u studenom 2005. Viđeni su iznad cijelog Queensa i područja Manhattana. Nestali su jedan po jedan.

- Oklahoma City, Oklahoma - Dječak je vidio ovalno jako svijetlo kako leti pri velikoj brzini i onda nestaje

2006.:
- 25. ožujka - Kent, Engleska, ovalna kugla je viđena kako lebdi iznad lokacije u Kentu. Zatim odlazi prema zapadu. slika  Arhivirana inačica izvorne stranice od 20. listopada 2006. (Wayback Machine)

- 17. lipnja, London, Engleska, oko 22 sata u noći, 5 crvenih kugli je viđeno kako leti iznad grada blizu Londona

- 20. rujna - predviđeno slijetanje raketoplana Atlantis odgođeno je za jedan dan kako bi posada istražila da li "manji, crni objekt" blizu shuttlea predstavlja nekakvu opasnost, priopćili su u srijedu dužnosnici NASA-e. Posada je objekt primijetila dok su kamerom promatrali Zemlju, utvrdivši da se kreće istom brzinom i istom orbitom kao shuttle. Pretpostavka je bila da je riječ o komadu leda ili dijelu raketoplana koji je otpao prilikom ranijih inspekcija. članak  Arhivirana inačica izvorne stranice od 27. rujna 2007. (Wayback Machine)

- 1. prosinca - Sibir objavljeno nekoliko članaka da se srušio NLO u području sibirkih šuma i izazvao manji požar eng  Arhivirana inačica izvorne stranice od 3. siječnja 2007. (Wayback Machine)

- 27. listopada - Tappen, North Dakota U malom gardu SAD-a Tappen, North Dakota jedan je 16-godišnjak ustao u sred noći čuvši čudne zvukove vani i zatekao na njivi dva viskoka vanzemaljca 8 do 9 stopa kako rade nešto stoci. u jednog je ispucao metak iz svoje puške te je ovaj pustio gadan nezemaljski krik, da bi na to drugi vanzemljanin opalio tog dječaka i onesvjestio ga. eng  Arhivirana inačica izvorne stranice od 31. listopada 2006. (Wayback Machine)

- 7. studenog - Chicago, Illinois Zaposlenici i piloti aerodroma O'Hare u Chicagu tvrde da su vidjeli ovalni objekt kako lebdi nad jednim od terminala i onda brzo uzljeće gore.

2007.:
- 23. travnja - Alderney NLO incident, Ray Bowyer, pilot putničkog zrakoplova, i putnici prijavili su viđenje dva NLO-a tijekom leta
- 27. travnja - Knin, Hrvatska, u 3:30 h primijećen NLO žutog duguljastog oblika kako lebdi 10 minuta nad Kninom tijekom dana isti je primijećen od strane dva pilota nad obalama Velike Britanije

2008.:
- 28. lipnja - policijski helikopter se, prema tvrdnjama medijama, zamalo sudario s NLO-om kojeg je progonio na nebu iznad Walesa. Stotine ljudi prijavile su viđenje NLO-a tog i prethodnih dana

2011.:
- 20. veljače - Vancouverski NLO incident - u noći su viđena rozo-crvena pulsirajuća svjetla na nebu, a sljedećeg jutra u 7:00 stanovnici su opazili bešuman leteći tanjur sa zeleno-crvenim svjetlima